# Walnut Creek (Ohio)
Walnut Creek – jednostka osadnicza w Stanach Zjednoczonych, w stanie Ohio, w hrabstwie Holmes.